# Kim Ji-sung
Kim Ji-sung (kor. 김지성, ur. 7 listopada 1924  – zm. 12 listopada 1982 w Seulu) – południowokoreański piłkarz występujący podczas kariery na pozycji pomocnika.

## Kariera klubowa
Kim podczas kariery piłkarskiej występował w Seoul Army Club.

## Kariera reprezentacyjna
W reprezentacji Korei Południowej Kim występował w latach 50..
W 1954 roku został powołany do kadry na mistrzostwa świata. Na mundialu w Szwajcarii wystąpił w przegranym 0-7 meczu z Turcją.